# Kirchenburg Eschlkam

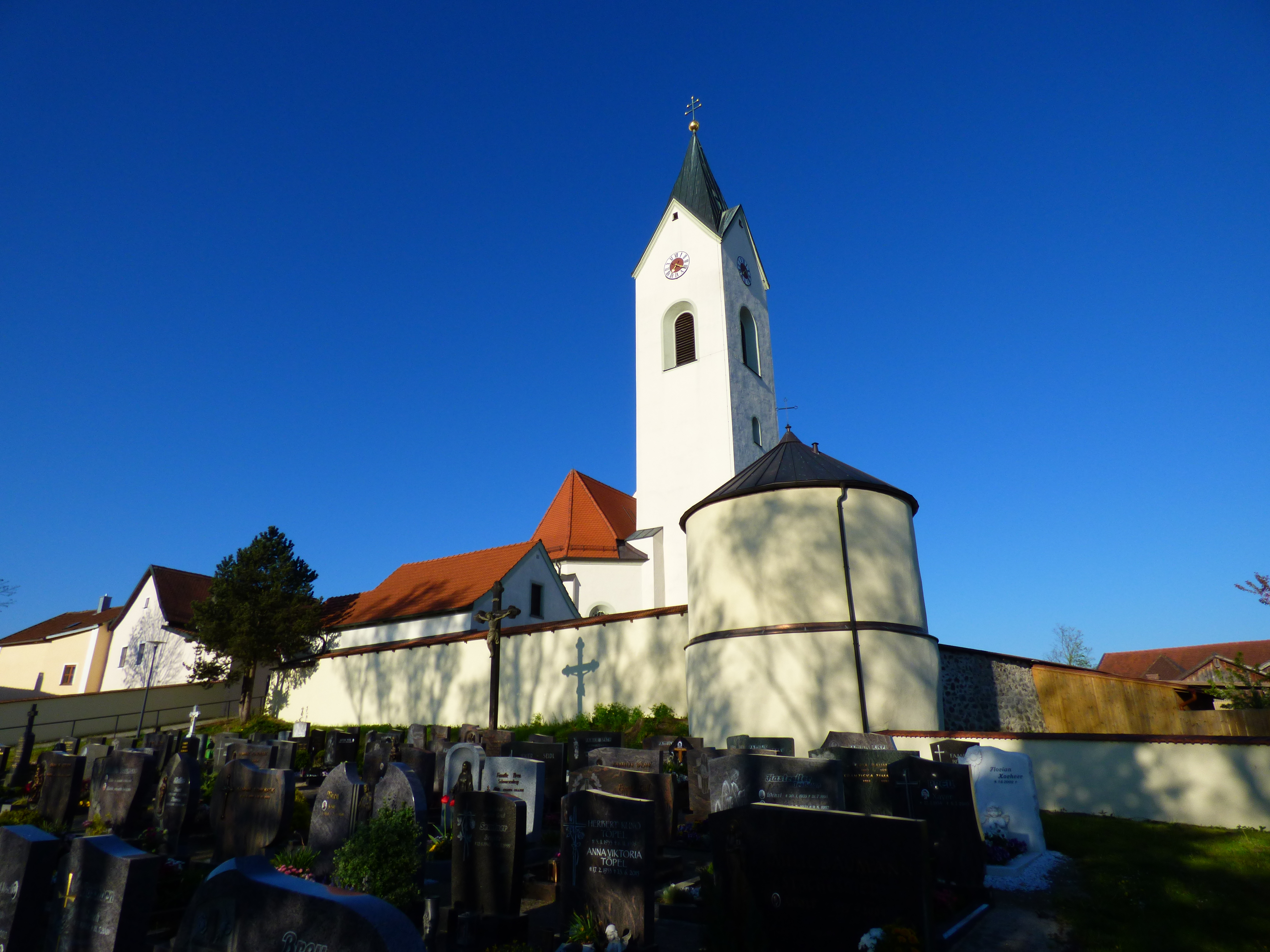
Friedhofbefestigung, teilweise mittelalterlich, vierseitige Ummauerung mit Rundturm an der Nordostecke, jetzt Lourdeskapelle.

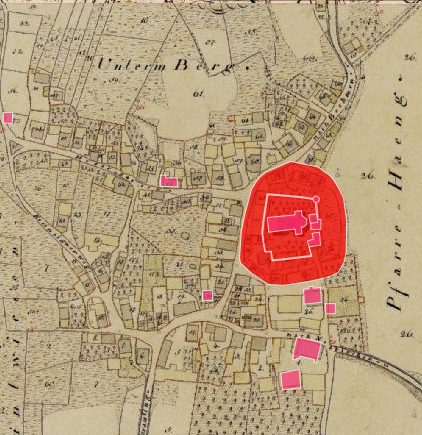
Lageplan der Kirchenburg Eschlkam auf dem Urkataster von Bayern

Die abgegangene Kirchenburg Eschlkam befand sich im Oberpfälzer Markt Eschlkam im Landkreis Cham von Bayern (Kirchstraße 10–14). Die Reste finden sich in dem Friedhofsgelände nördlich des Marktplatzes. Die „Friedhofbefestigung, teilweise mittelalterlich, vierseitige Ummauerung mit Rundturm an der Nordostecke, jetzt Lourdeskapelle“ ist unter der Aktennummer D-3-72-124-5 als Baudenkmal verzeichnet; „Archäologische Befunde des Mittelalters und der frühen Neuzeit im Bereich der Kath. Pfarrkirche St. Jakobus d.Ä. in Eschlkam, darunter die Spuren von Vorgängerbauten bzw. älterer Bauphasen der Kirche, abgegangener Teile der Kirchenbefestigung sowie des abgegangenen Schlosses bzw. der Burg“ werden als Bodendenkmal unter der Aktennummer D-2-61-000-479 geführt.

## Geschichte
Die Bezeichnung von Eschlkam wird einesteils von Esche und andernteils von dem Fluss Chamb oder von dem Ort Cham abgeleitet.
In einer auf 1178–1183 zu datierenden Tradition des Klosters Reichenbach wird ein Gotsalkus de Eskilkambe genannt, der als lokaler Burgbesitzer angesehen werden kann. Nach dem Übergang der Mark Cham von den Diepoldingern an die Wittelsbacher wurde der Ort 1204 zu einem Sitz eines eigenen Amtes und Gerichtes erhoben. Das ampt Eschelkambe wird in dem ältesten Herzogsurbar von 1231/37 erstmals angeführt. Es umfasste den Raum zwischen der Grenze und dem Hohen Bogen sowie das Gebiet der Pfarrei Arnschwang bis Weiding. Eine Pfarrei in Eschlkam ist spätestens ab 1326 belegt. 1255 fiel Eschlkam bei der Landesteilung an das Herzogtum Niederbayern. In dem Urbar des Viztumamtes Straubing scheint um 1301 die Bezeichnung gerihte zu Eschelcamb auf.
In die zweite Hälfte des 13. oder in die erste Hälfte des 14. Jahrhunderts dürfte die Umwandlung des ehemaligen Ministerialensitzes in eine befestigte Kirchenburg fallen. Möglicherweise hat Eschlkam im 14. Jahrhundert einen Bedeutungsverlust gegenüber Kleinaign hinnehmen müssen, da in einer Grenzbeschreibung von 1350 bis 1400 das gesamte Landgericht mit Aign bezeichnet wurde bzw. 1352 erstmals die Bezeichnung Winkel verwendet wurde. Nach dem Aussterben der niederbayerischen Linie der Wittelbacher wurde unter Ludwig dem Bayer Nieder- und Oberbayern 1340 wieder miteinander vereint. 1352 werden die Gerichte Cham und Eschlkam an die Pfälzer Wittelsbacher verpfändet, aber 1353 den Wittelsbachern von Niederbayern-Straubing-Holland ein Wiedereinlösungsrecht zugestanden. 1361 gelangte das Gericht Eschlkam und der östliche Teil des Gerichtes Cham wieder an diese Linie der Wittelsbacher.
Im 14. Jahrhundert wurden die Gerichtsbezirke Furth im Wald und Neukirchen beim Heiligen Blut aus dem Eschlkamer Bezirk herausgelöst. Ab 1380 saß der Pfleger im Winkel bis zu den Hussitenkriegen auf Kleinaign. Nach dem Aussterben der Straubinger Linie der Wittelsbacher mit Herzog Johann III. 1425 fiel Eschlkam an Herzog Wilhelm III. von Bayern-München und wurde 1361 dem neu gebildeten Gericht Kötzting eingegliedert.
Im Zuge der Hussitenkriege wurde Eschlkam weitgehend zerstört. 1420 erteilte der Viztum zu Straubing die Anweisung, die Kirchof zu pauen wider die Hussen. 1422 wird die Anlage als coemetrium (= Grabanlage) hoc est munitum in modum castri bezeichnet und es werden plures domus in eo erwähnt. 1424 sind hier acht Schützen als Besatzung der Kirchenburg bezeugt. Ob die Anlage 1433 zerstört wurde, ist nicht sicher belegt, aber wahrscheinlich, da zu dieser Zeit auch Kleinaign abgebrannt wurde. Danach kann der Wiederaufbau des Eschlkamer Pflegschlosses westlich des heute noch vorhandenen Torbaus angenommen werden. Die Anlage bestand damals aus Kirche, Karner, Pflegschloss und einer Ringmauer. 1451 wurde Eschlkam an Přibik von Klenau verliehen. Nach dessen Tod († 1465) verkaufte Herzog Sigmund von Bayern-München die Herrschaft an seinen Erbhofmeister Hans von Degenberg. Da dieser eine führende Rolle im Böcklerkrieg spielte, wurden seine Güter 1468/69 eingezogen und Herzog Albrecht IV. verlieh das Pflegamt für Eschlkam, Neukirchen und Furth für drei Jahre dem Ratzko von Rayol. 1474 wurde dieser erneut zum Pfleger von Eschlkam ernannt, bekam aber die Auflage, 200 Gulden am Friedhof zur notturfft zu verpawen, d. h., um die Kriegsschäden zu beseitigen. Im frühen 16. Jahrhundert scheinen alle Wiederaufbaumaßnahmen beendet worden zu sein. Im Landshuter Erbfolgekrieg scheint Eschlkam nicht beschädigt worden zu sein. In den Ansichten aus dieser Zeit ist das Pflegschloss ein dreigeschossiger Bau mit einem Krüppelwalmdach. Die Ringmauer weist Maulscharten auf und trägt einen in Blockbautechnik errichteten vorkragenden Wehrgang. Der Torturm ist ebenfalls dreigeschossig und ein nordöstlich gebauter Ringturm ist ebenfalls zu sehen. Die Anlage wird von einem Graben umschlossen. Bis zum Dreißigjährigen Krieg scheint sich nichts geändert zu haben, ein 1619 geplanter Ausbau der Festung und des Marktes unterblieb. Der letzte Pfleger war hier Hans Adam Grimm, der mit den Eschelkamer Bürgern oft in Streit lag.
Ende Februar 1634 wurde die Kirchenburg durch Truppen des schwedischen Obristen Georg Christoph von Taupadel eingenommen. Seine Abteilung gehörte zum Heer des Feldmarschalls Bernhard von Sachsen-Weimar, der im November 1634 Regensburg erobert hatte. Taupadel fand im Schloss viele versteckte Reichtümer und machte eine sehr große Beute. Zum Dank wurde das Pflegschloss niedergebrannt und die Kirche schwer beschädigt. In der Folge wurde das Pflegamt Eschlkam von 1640 bis 1654 an Furth angegliedert. Nach 1654 war es in Personalunion mit Neukirchen verbunden. Nach einem Erlass des Kurfürsten Ferdinand Maria vom 27. März 1634 wurde der Wiederaufbau des Pflegschlosses untersagt und nur die Befestigungen des Ortes wurden wiederhergestellt. Auch die Kirche war wieder errichtet und der Friedhof erweitert worden. Eine nochmalige Beschädigung der Kirche im Spanischen Erbfolgekrieg um 1703 ist nicht sicher nachgewiesen. 1774 wurde das Pflegamt Eschlkam zusammen mit Neukirchen aufgelöst und Kötzting zugeschlagen.

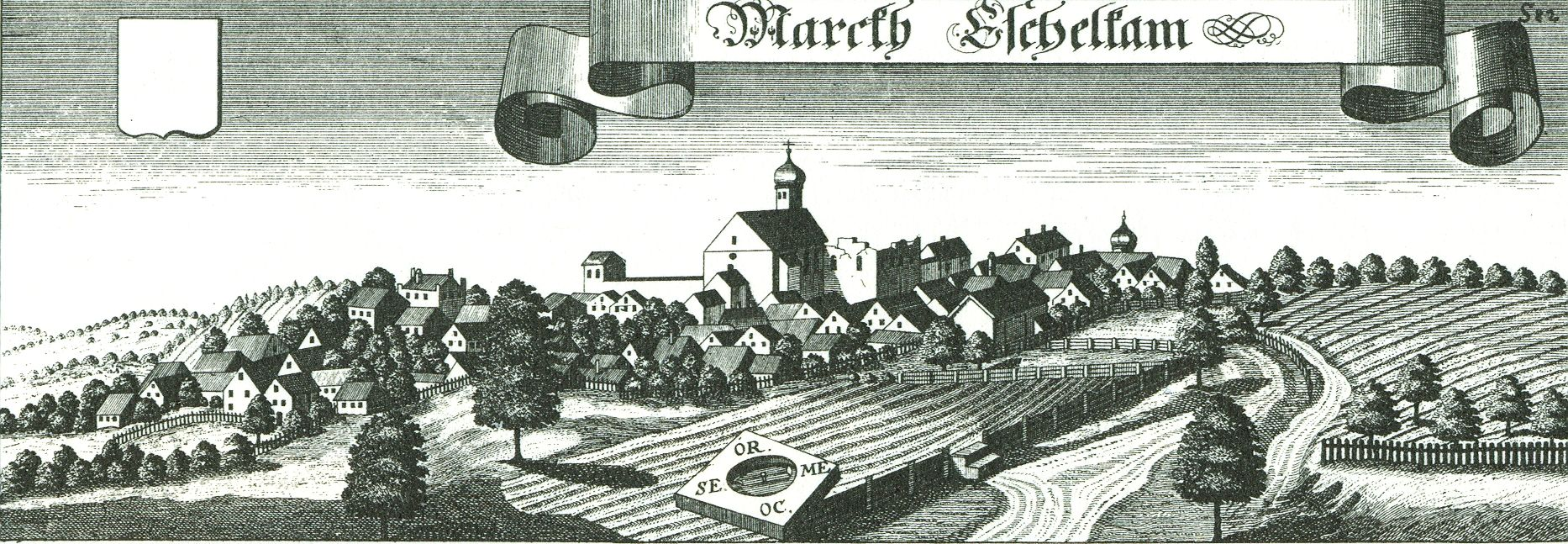
Markt Eschlkam nach einem Stich von Michael Wening von 1721

## Kirchenburg Eschlkam einst und jetzt
Nach dem Stich von Michael Wening von 1721 ist neben der Kirche das zerstörte Pflegschloss zu erkennen. Von der Kirche zieht sich eine Mauer bis zu einem viereckigen und mindestens zweistöckigen Turm. Der Ort selbst erscheint als unbefestigt.
Bis zum 19. Jahrhundert wurden die Ruinen des Pflegschlosses ganz abgetragen und an seiner Stelle der 1749 neu eingeweihte Friedhof errichtet. Der Pulverturm an der Nordostecke wurde als Beinhaus verwendet. Zudem wurden die Ringmauer um einige Meter und der Nordwestturm ganz abgetragen. Von 1976 bis 1984 erfolgte die Sanierung der Kirche, zwischen 1977 und 1987 die der Ringmauer, des Pulverturms und des Torhauses. Der Rundturm (ehemaliger Pulverturm) an der Nordostecke wird jetzt als Lourdeskapelle genutzt. Das ehemalige Beinhaus wurde verfüllt. Das Torhaus ist ein zweigeschossiger und traufständiger Satteldachbau mit einem rundbogigen Durchgang, der im Kern noch mittelalterlich ist. Die trapeziode Friedhofbefestigung aus regelmäßigem Bruchstein geht teilweise auf die frühere Ringmauer der Kirchenburg zurück. Die nach Süden um 9 m vorspringende Friedhofsmauer kennzeichnet die Lage des ehemaligen Pflegschlosses. Der früher vorhandene Graben ist nicht mehr erkennbar.
Die Pfarrkirche St. Jakobus der Ältere stammt im Wesentlichen aus dem Wiederaufbau nach dem Dreißigjährigen Krieg. Das früher vorhandene Tonnengewölbe wurde in den Jahren 1866 bis 1868 beseitigt und durch eine Flachdecke ersetzt. Die neuromantisch-byzantinische Ausstattung stammt von 1888 und wurde zuletzt 1976 bis 1988 grundlegend saniert.